# 栄光へのスピン
『栄光へのスピン』（原題: Spinning Out、スピニング・アウト）は、2020年に配信されたアメリカ合衆国のテレビドラマシリーズ。オリンピック出場を目指すフィギュアスケート選手を描く。企画・制作はサマンサ・ストラットン、出演はカヤ・スコデラリオ、ウィロウ・シールズなど。2020年1月1日にNetflixオリジナル作品として全世界へ配信され、第1シーズン限りで打ち切りとなった。

## あらすじ
オリンピック出場を目指すフィギュアスケート選手のキャット・ベイカー。競技に集中したいが、家族や友人との確執、体と心の傷、経済的な犠牲など、多くの障害が立ちはだかる。

## キャスト

### メイン
キャット・ベイカー
演 - カヤ・スコデラリオ、声 - 杉山里穂
セリーナ・ベイカー
演 - ウィロウ・シールズ、声 - 明坂聡美
ジャスティン・デイヴィス
演 - エヴァン・ロデリック、声 - 丹羽正人
ジェームズ・デイヴィス
演 - デビッド・ジェームズ・エリオット
マンディ・デイヴィス
演 - サラ・ライト・オルセン
ダーシャ・フェドロヴァ
演 - スヴェトラーナ・エフレモーヴァ
ジェン
演 - アマンダ・チョウ、声 - 田野アサミ
マーカス
演 - ミッチェル・エドワーズ、声 - 梶川翔平
リア
演 - ケイトリン・リーブ、声 - 青木瑠璃子
ミッチ・サンダース
演 - ウィル・ケンプ
キャロル・ベイカー
演 - ジャニュアリー・ジョーンズ、声 - 藤本喜久子

### リカーリング
ドリュー・デイヴィス
演 - ジェイミー・シャンパーニュ
リード・デイヴィス
演 - ジョン・シャンパーニュ
ゲイブ
演 - ジョニー・ウィアー
アラーナ
演 - ザーラ・ベンサム
Reggie
演 - モーガン・ケリー
Peter Yu
演 - オスカー・シュー
Brent Fisher
演 - ウィル・ボウズ
パーカー先生
演 - チャーリー・ヒューソン、声 - 赤坂柾之
Dave
演 - イーライ・ブラウン

## エピソード
| 通算 話数 | タイトル                                              | 監督                      | 脚本                              | 公開日       |
| --------- | ----------------------------------------------------- | ------------------------- | --------------------------------- | ------------ |
| 1         | "我が町サンバレー" "Now Entering Sun Valley"          | Elizabeth Allen Rosenbaum | Samantha Stratton                 | 2020年1月1日 |
| 2         | "新しい家族" "Welcome to the Family"                  | Elizabeth Allen Rosenbaum | Samantha Stratton                 | 2020年1月1日 |
| 3         | "前方注意" "Proceed with Caution"                     | Matt Hastings             | Paul Keables                      | 2020年1月1日 |
| 4         | "パインクレストの自然を守ろう" "Keep Pinecrest Wild"  | Matt Hastings             | Elizabeth Pearson                 | 2020年1月1日 |
| 5         | "衣装代さえ" "Two for $40"                            | Matt Hastings             | Leon Chills                       | 2020年1月1日 |
| 6         | "いい一日を" "Have a Nice Day!"                       | Norma Bailey              | Jenny Lynn                        | 2020年1月1日 |
| 7         | "回復に必要な時間はそれぞれ" "Healing Times May Vary" | Norma Bailey              | Elizabeth Higgins Clark           | 2020年1月1日 |
| 8         | "地獄は存在する" "Hell Is Real"                       | Jon Amiel                 | Paul Keables & Elizabeth Peterson | 2020年1月1日 |
| 9         | "最高の母親" "#1 Mom"                                 | Matt Hastings             | Lara Olsen                        | 2020年1月1日 |
| 10        | "キス・アンド・クライ" "Kiss & Cry"                   | Jon Amiel                 | Samantha Stratton                 | 2020年1月1日 |

## 製作
2018年10月11日、Netflixが本作の製作を発表した。撮影は2019年1月28日から5月16日までトロントで行われ、撮影はオンタリオ州にあるブルーマウンテンスキー場で行われた。2020年2月3日、本作が1シーズン限りで打ち切りになると報じられた。

## 評価

### 批評
本作は批評集積サイトのRotten Tomatoesに16件のレビューがあり、批評家支持率は63%、平均点は10点満点で6.5点となっている。また、Metacriticには4件のレビューがあり、加重平均値は47/100となっている。